# Droga wojewódzka nr 869
Droga wojewódzka nr 869 (DW869) – droga wojewódzka w województwie podkarpackim łącząca DK9, DW878 i S19 z Lotniskiem Rzeszów Jasionka.
Od 1 stycznia 1999 znajdowała się między Naklikiem a Leżajskiem (obecnie wchodzi w skład drogi nr 877). 7 sierpnia 2018 oddano do użytku blisko 2-kilometrowy odcinek łączący drogę ekspresową S19 (węzeł Jasionka) z drogą wojewódzką nr 878.

## Miejscowości leżące przy trasie DW869
- Jasionka (S19, DW878)
- port lotniczy Rzeszów-Jasionka
- Tajęcina
- Głogów Małopolski (DK9)